# 丘行淹
丘行淹（?—?），又作丘行掩，河南洛阳人，后家徙岐州郿县（今陕西省宝鸡市眉县），唐朝官员，丘和的儿子，丘师利、丘行恭的弟弟。
唐太宗贞观十八年（644年），官至少府少监。唐高宗时，官至工部侍郎、少府监。永徽二年（651年）襄城公主去世，唐高宗举哀于命妇朝堂，派遣工部侍郎丘行淹驰驿吊祭。丘行淹封沅陵公。去世后，谥号平。

## 子孙
- 丘贞明
  - 丘几
  - 丘庄
    - 丘子赂
      - 丘佶

    - 丘子期
    - 丘子游
      - 丘彪
      - 丘彤
- 丘贞秦